# Rio Grande NGL (трубопровід для ЗНГ)
Rio Grande NGL — трубопровідна система для доставки зрідженого нафтового газу (ЗНГ) з США до північного мексиканського штату Чіуауа.
ЗНГ є одним із найбільш поширених видів палива в Мексиці, знаходячи застосування у автомобільному та комунальному секторі. Ця країна завдяки розвинутій нафтовій промисловості виробляє великі обсяги ЗНГ, проте для покриття попиту доводиться звертатись до імпорту. Постачальником в останньому випадку зазвичай виступають США.
Для імпорту до прикордонного з США штату Чіуауа у 1997 році створили трубопровідну систему, що складається з таких частин:
- перепрофілійована з нафтопродуктопроводу ділянка Гоббс (Техас, округ Гейнс) — Одесса (Техас, округ Ектор), по якій транспортується ЗНГ від заводу з фракціонування зріджених вуглеводневих газів у Хоббс;
- перепрофілійована з нафтопродуктопроводу ділянка Одесса — Milepost 192 біля Ель Пасо (Техас) довжиною 217 миль;
- нова ділянка довжиною біля 30 миль до кордону південніше Ель Пасо;
- нова ділянка довжиною 15 миль по мексиканській території від кордону до терміналу в Мендез, поблизу від Сьюдад-Хуарес.

На всіх ділянках система має діаметр 200 мм. Для зберігання отриманого ЗНГ на терміналі Мендез спорудили два резервуари об'ємом по 15 тисяч барелів.
Потужність трубопроводу складає 25 тисяч барелів на добу.